# Rakon
Rakon est une entreprise néo-zélandaise qui faisait partie de l'indice NZSX50, indice principale de la bourse de Nouvelle-Zélande, le New Zealand Exchange. Fondée en 1967, elle est spécialisée dans la production de composants électroniques servant à la mesure du temps comme des quartz, des oscillateurs à quartz et d'autres composants, nécessaires par exemple au fonctionnement d'un GPS.